# LA to Vegas
LA to Vegas  é uma série de televisão estadunidense do gênero sitcom criado por Lon Zimmet. É exibida pela Fox entre 2 de janeiro e 1 de maio de 2018.
Em 21 de maio de 2018, a série foi cancelada após uma temporada.

## Enredo
A série acompanha a vida de tripulantes e passageiros de uma companhia aérea que faz vôos regulares de sexta a domingo de Los Angeles a Las Vegas. As histórias giram em torno de temas recorrentes de esperança e decepção.

## Elenco
- Kim Matula como Veronica "Ronnie" Messing
- Ed Weeks como Colin McCormack
- Nathan Lee Graham como Bernard Jasser
- Olivia Macklin como Nichole Hayes
- Peter Stormare como Artem
- Dylan McDermott como David "Dave" Pratman